# Ministro de la Presidencia de España
El ministro de la Presidencia, Justicia y Relaciones con las Cortes de España es el titular del Ministerio de la Presidencia, Justicia y Relaciones con las Cortes y, como tal, es el ministro más cercano al presidente del Gobierno. Se encarga de dar apoyo al jefe del ejecutivo para que este pueda ejercer sus funciones constitucionales, prepara el programa legislativo del Gobierno y se asegura de su cumplimiento, autoriza el uso de los símbolos nacionales y asiste a los órganos colegiados del Gobierno.
Además, actualmente también tiene asignadas competencias en materia de memoria histórica y democrática, así como del ejercicio del derecho a la libertad religiosa y de culto.

## Dependencias
Del ministro de la Presidencia dependen, principalmente, tres órganos superiores y directivos, a través de los cuales lleva a cabo sus funciones:
- La Secretaría de Estado de Relaciones con las Cortes y Asuntos Constitucionales, que es responsable de todo lo relativo a las relaciones y comunicación con el Parlamento, así como de aquellos asuntos que tuvieran relevancia constitucional.
- La Secretaría de Estado de Memoria Democrática, órgano superior encargado de la conservación, defensa, fomento y divulgación de la Memoria Democrática.
- La Subsecretaría de la Presidencia, Relaciones con las Cortes y Memoria Democrática, que asiste al ministro en sus responsabilidades de apoyo al jefe del Gobierno y a los órganos colegiados de éste. De igual forma, es responsable de todos los asuntos relativos a las religiones y las relaciones institucionales con éstas.

## Secretaría del Consejo de Ministros
En la actualidad, además de las funciones genéricas de apoyo y asistencia al Gobierno y a su presidente, en concreto, de acuerdo al artículo 18.1 de la Ley del Gobierno de 1997, al ministro de la Presidencia le corresponde ejercer la Secretaría del Consejo de Ministros. Esta función la ha desempeñado desde la aprobación del Decreto-Ley de 19 de julio de 1951 por el que se reorganiza la Administración Central del Estado hasta nuestros días, con la excepción del periodo entre 1967 y 1973, en el cual el ministro de Información y Turismo actuó como tal al considerarse, en ese momento, que la condición de vicepresidente del Gobierno —que por aquel entonces asumió el ministro de Presidencia, Luis Carrero Blanco—, era incompatible con la de secretario del Consejo.
Como secretario del Consejo de Ministros, es responsable de levantar acta de las sesiones del Consejo así como de guardarlas y custodiarlas. Para asistirle en estas funciones existe el Secretariado del Gobierno.
Asimismo, el Real Decreto 181/2008, de 8 de febrero, de ordenación del diario oficial «Boletín Oficial del Estado» establece que es el secretario del Consejo la persona facultada para ordenar la publicación en el BOE de los reales decretos-leyes, y solamente estos, puesto que la orden de publicación de las leyes compete al Rey de España y, el resto de disposiciones y actos, a los altos cargos o autoridades que ostenten la representatividad del órgano o departamento que las emita.
Por último, destacar que el ministro de la Presidencia encabeza, salvo que dicha responsabilidad se le asigne a un Vicepresidente del Gobierno, las reuniones de la Comisión General de Secretarios de Estado y Subsecretarios, el órgano de preparación previa de las reuniones del Consejo de Ministros. A fecha de enero de 2025, esa responsabilidad correspondía al ministro.

## Historia

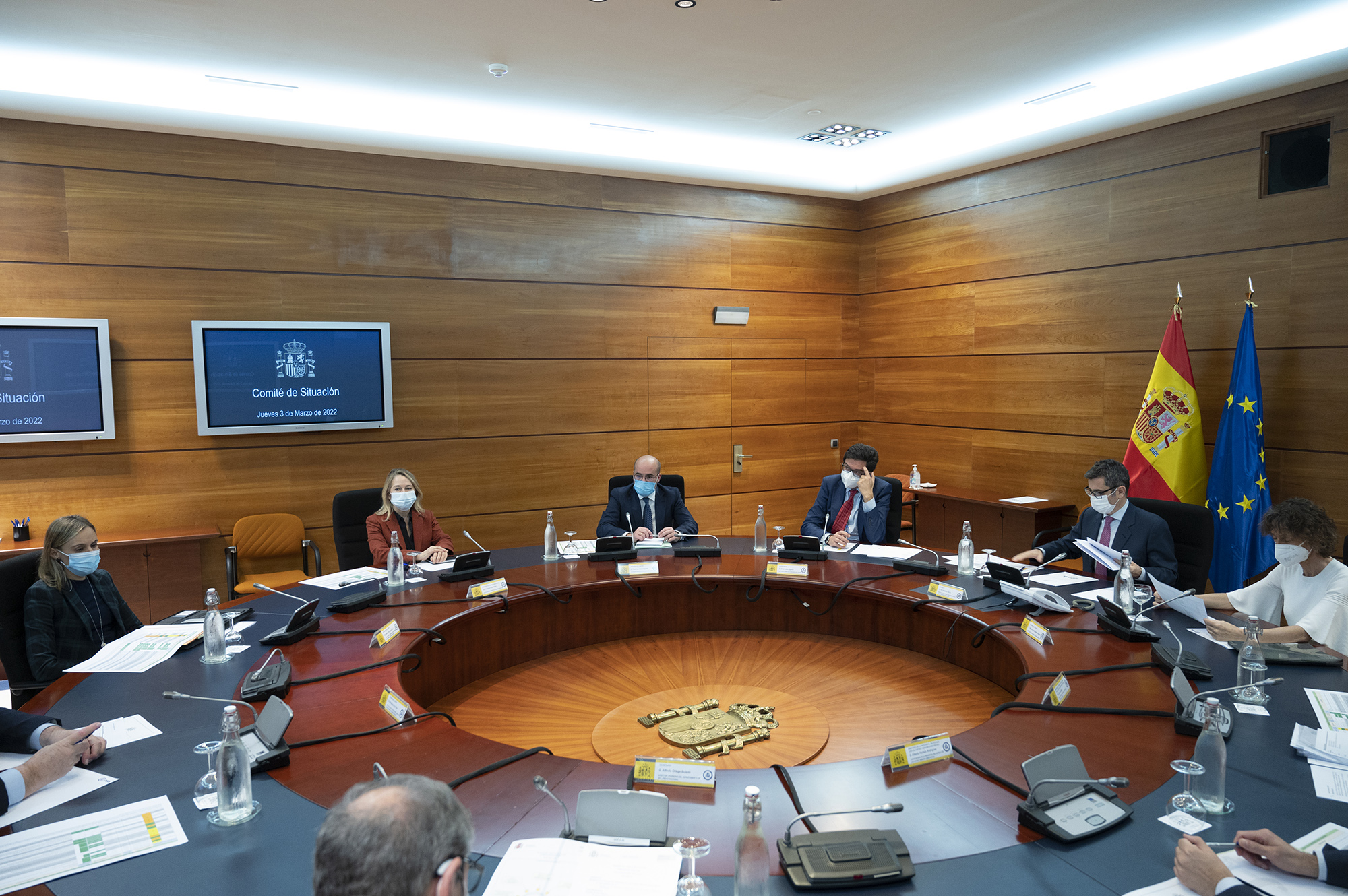
El ministro preside importantes órganos del Estado, como el Comité de Situación.

El cargo de ministro de la Presidencia se crea por primera vez en 1951. El 19 de julio de este año, Francisco Franco otorga al entonces subsecretario de la Presidencia, Luis Carrero Blanco, el rango de ministro, pasando a llamarse Ministro-Subsecretario de la Presidencia. Carrero Blanco estuvo en el cargo hasta junio de 1973 cuando, tras separar la Presidencia del Gobierno de la Jefatura del Estado, el dictador le nombra presidente del Gobierno.
Tras asumir la Jefatura del Gobierno, Carrero nombró a alguien de su confianza, José María Gamazo, pero no tuvo igual confianza con su sucesor, Carlos Arias Navarro, por lo que fue sustituido por Antonio Carro Martínez el 4 de enero de 1974. Precisamente, ese mismo 4 de enero que entró en vigor la Ley 1/1974, que dividió en dos el cargo de Ministro-Subsecretario, por lo que Carro Martínez fue únicamente ministro de la Presidencia, siendo el subsecretario desde ese momento un subordinado.
Desde entonces, se ha mantenido la tendencia de que el titular del Ministerio de la Presidencia fuera una persona cercana o de confianza del jefe del Ejecutivo, puesto que es su principal asistente y a través del cual el presidente del Gobierno coordina los distintos departamentos ministeriales. Es por ello que, desde que lo fuera Carrero Blanco entre 1967 y 1973, muchos otros ministros de la Presidencia han ocupado también la Vicepresidencia del Gobierno, tales como Alfonso Osorio (1976-1977, vicepresidente 2º), Francisco Álvarez-Cascos (1996-2000), Mariano Rajoy (2000-2001 y 2002-2003), Javier Arenas (2003-2004, como vicepresidente 2º), María Teresa Fernández de la Vega (2004-2010), Soraya Sáenz de Santamaría (2011-2018) y Carmen Calvo (2018-2021).

## Titulares
| Espectro político                                 |
| ------------------------------------------------- |
| Sin partido Militar FET y de las JONS UCD PSOE PP |

| Nombre | Nombre                                | Retrato                    | Mandato                 | Mandato                 | Partido político    | Eventos importantes | Gobierno                         | Gobierno |
| ------ | ------------------------------------- | -------------------------- | ----------------------- | ----------------------- | ------------------- | --- | -------------------------------- | -------- |
|        | Luis Carrero Blanco (1)               |                            | 19 de julio de 1951     | 11 de junio de 1973     | Movimiento Nacional | | Gobiernos de Francisco Franco    |          |
|        | José María Gamazo (1)                 |                            | 11 de junio de 1973     | 3 de enero de 1974      | Movimiento Nacional | | Luis Carrero Blanco              |          |
|        | José María Gamazo (1)                 | Torcuato Fernández-Miranda | 11 de junio de 1973     | 3 de enero de 1974      | Movimiento Nacional | |                                  |          |
|        | José María Gamazo (1)                 | Carlos Arias Navarro       | 11 de junio de 1973     | 3 de enero de 1974      | Movimiento Nacional | |                                  |          |
|        | Antonio Carro Martínez (2)            |                            | 3 de enero de 1974      | 12 de diciembre de 1975 | Movimiento Nacional | | Carlos Arias Navarro             |          |
|        | Alfonso Osorio García (2)             |                            | 12 de diciembre de 1975 | 4 de julio de 1977      | Movimiento Nacional | Se aprueba la Ley para la Reforma Política.                                                                                                   | Carlos Arias Navarro             |          |
|        | Alfonso Osorio García (2)             | Adolfo Suárez González     | 12 de diciembre de 1975 | 4 de julio de 1977      | Movimiento Nacional | Se aprueba la Ley para la Reforma Política.                                                                                                   |                                  |          |
|        | José Manuel Otero (2)                 |                            | 4 de julio de 1977      | 5 de abril de 1979      | UCD                 | Se aprueba la Constitución española |                                  |          |
|        | José Pedro Pérez-Llorca (2)           |                            | 5 de abril de 1979      | 2 de mayo de 1980       | UCD                 | |                                  |          |
|        | Rafael Arias-Salgado (2)              |                            | 2 de mayo de 1980       | 25 de febrero de 1981   | UCD                 | |                                  |          |
|        | Pío Cabanillas (2)                    |                            | 25 de febrero de 1981   | 31 de agosto de 1981    | UCD                 | | Leopoldo Calvo Sotelo            |          |
|        | Matías Rodríguez Inciarte (2)         |                            | 31 de agosto de 1981    | 2 de diciembre de 1982  | UCD                 | | Leopoldo Calvo Sotelo            |          |
|        | Javier Moscoso (2)                    |                            | 2 de diciembre de 1982  | 25 de julio de 1986     | PSOE                | Se autorizan días de permiso adicionales para los funcionarios, conocidos desde entonces como Moscosos en alusión al ministro.                | Gobiernos de Felipe González     |          |
|        | Virgilio Zapatero (3)                 |                            | 25 de julio de 1986     | 13 de julio de 1993     | PSOE                | | Gobiernos de Felipe González     |          |
|        | Alfredo Pérez Rubalcaba (2)           |                            | 13 de julio de 1993     | 5 de mayo de 1996       | PSOE                | | Gobiernos de Felipe González     |          |
|        | Francisco Álvarez-Cascos (2)          |                            | 5 de mayo de 1996       | 27 de abril de 2000     | PP                  | Se produce la denominada Guerra del fútbol | Gobiernos de José María Aznar    |          |
|        | Mariano Rajoy (2)                     |                            | 27 de abril de 2000     | 27 de febrero de 2001   | PP                  | | Gobiernos de José María Aznar    |          |
|        | Juan José Lucas (2)                   |                            | 27 de abril de 2000     | 9 de julio de 2002      | PP                  | | Gobiernos de José María Aznar    |          |
|        | Mariano Rajoy (2)                     |                            | 9 de julio de 2002      | 3 de septiembre de 2003 | PP                  | Se produce el conocido como desastre del Prestige. Estalla la Guerra de Irak                                                                  | Gobiernos de José María Aznar    |          |
|        | Javier Arenas (2)                     |                            | 3 de septiembre de 2003 | 17 de abril de 2004     | PP                  | | Gobiernos de José María Aznar    |          |
|        | María Teresa Fernández de la Vega (2) |                            | 17 de abril de 2004     | 21 de octubre de 2010   | PSOE                | Incendio de Guadalajara de 2005 que se salda con la vida de 11 personas Comienzo de las obras de construcción del Museo de Colecciones Reales | Gobiernos de Rodríguez Zapatero  |          |
|        | Ramón Jáuregui (2)                    |                            | 21 de octubre de 2010   | 21 de diciembre de 2011 | PSOE                | | Gobiernos de Rodríguez Zapatero  |          |
|        | Soraya Sáenz de Santamaría (2, 4)     |                            | 21 de diciembre de 2011 | 7 de junio de 2018      | PP                  | Aplicación del artículo 155 de la Constitución española de 1978 en Cataluña                                                                   | Gobierno de Mariano Rajoy        |          |
|        | Carmen Calvo (5, 6)                   |                            | 7 de junio de 2018      | 12 de julio de 2021     | PSOE                | Exhumación de Francisco Franco | Primer gobierno de Pedro Sánchez |          |
|        | Félix Bolaños (6, 7)                  |                            | 12 de julio de 2021     |                         | PSOE                | Evacuación de tropas y personal civil de Afganistán Erupción volcánica en la isla de La Palma Aprobación de la ley de amnistía de 2024        | Gobierno de Pedro Sánchez        |          |

### Línea temporal
(1) Ministro-subsecretario de la Presidencia
(2) Ministro de la Presidencia
(3) Ministro de Relaciones con las Cortes y de la Secretaría del Gobierno
(4) Ministro de la Presidencia y para las Administraciones Territoriales
(5) Ministro de la Presidencia, Relaciones con las Cortes e Igualdad
(6) Ministro de la Presidencia, Relaciones con las Cortes y Memoria Democrática
(7) Ministro de la Presidencia, Justicia y Relaciones con las Cortes